# Call of Duty: Modern Warfare
Call of Duty: Modern Warfare je akční FPS střílečka a šestnáctý díl série Call of Duty. Hra byla vývojáři oznámena 30. května 2019 a poté vyšla 25. října 2019.

## Přehled
Modern Warfare bude mít zcela nový příběh a pravděpodobně nebude navazovat na události předchozích tří dílů série Modern Warfare. Díl se má více inspirovat současnými světovými konflikty a událostmi. Do hry se ovšem vrátí kapitán Price se "starými spolubojovníky". V single-playerové kampani bude hráč hrát za, zatím blíže nespecifikované, členy skupiny Tier One, která bude aktivně spolupracovat s různými armádami a bezpečnostními složkami z jiných zemí. Hra a fiktivní konflikty se budou odehrávat především v Evropě a na Středním východě. Nepřátelská vojska bude reprezentovat Rusko a teroristé.
Hra bude obsahovat cross-play, nový engine a nové herní mechaniky. Do hry je přidána možnost nabíjení zbraní během míření a neobjeví se v ní placené Season Passy.

## Příběh
24. října 2019 je jednotka složená z příslušníků CIA a námořní pěchoty vysazena u města Verdansk v Kastovii, aby zabránila žoldákům ruského generála Romana Barkova v převozu chemických plynů do Urzikstánu. CIA provede nálet na základnu, kde se plyn nachází. Na základně se jednotka pod vedením Alexe zmocní vozů s plynem. Krátce po odjezdu je konvoj přepaden teroristy, kteří pobijí většinu týmu a plyn ukradnou. Protože mezi zabitými žoldáky byli i vojáci Specnazu, Rusko mezitím omezilo styky s USA.
25. října provedou teroristé koordinovaný útok na Piccadilly Circus v Londýně. Na místě proběhla přestřelka s policií a SAS. Po bojích na ulici zadrží rukojmí v budově Tanto. Dovnitř je vyslán seržant Kyle Garrick a kapitán John Price. Ti uvnitř najdou civilistu opásaného bombou. Protože však není čas bombu zneškodnit, musí shodit z patra, přičemž detonace nezasáhne další civilisty. K útoku se přihlásí organizace al-Qatala, vedená Omarem Sulamanem, známým spíše jako Wolf.
26. října se setkává Alex s vůdci urzického odboje, Farah a Hadirem. Nacházejí se ve městě okupovaném Barkovovou armádou. Farah s Alexem odpálí ruské helikoptéry ve městě k odlákání vojsk z letiště, na které následně odboj zaútočí. Obsazení letiště omezí ruskou vzdušnou převahu nad Urzikstánem. 27. října objeví SAS sídlo buňky al-Qataly, stojící za útokem v Londýně. Protiteroristická jednotka vedená Garrickem a Pricem zaútočí na obytnou oblast v Camden Townu. Informace získané v objektu uvádí nemocnici v Rammaze jako možnou lokaci Wolfa.
28. října vede útok na nemocnici jednotka USMC Demon Dogs, vedená seržantem Griggsem. Týmu se podaří Wolfa dopadnout a zatknout, když se před kamerou chystal popravit americké zajatce. Je převezen na velvyslanectví Spojených států v Urzikstánu. Před velvyslanectvím se shromáždí fanatický dav, který do budovy vtrhne. Na pomoc je vyslán Garrick s Pricem. Velvyslanectví nakonec padne a velvyslanec je zabit. Skupina se s
Wolfem přemístí do nedalekého sídla velvyslance. Po urputných bojích se al-Qatale podaří Wolfa osvobodit. Následně odboj zaujme pozice ve vesnici nedaleko města, protože věří, že tou cestou bude Wolf odvezen. Když se do boje zapojí ruská armáda, Hadir požádá Alexe o pomoc s vypuštěním výbušnin, které jsou ve skutečnosti ruské chemické zbraně. Toxický plyn ochromí Farah a Alexe, Hadir se přizná, že on vzal chemické zbraně Rusům a utekl.
29. října se tým složený z Garricka, Price, Farah a Alexe vydává najít Wolfa a Hadira ve Wolfově sídle. V podzemních tunelech najde Alex a Farah Wolfa v sebevražedné vestě. Farah Wolfa zabíjí a Alex zneškodní vestu. Americká armáda mezitím, v reakci na Hadirův teroristický útok, označila Farahin odboj za teroristickou organizaci a zakázala s ní spolupracovat.
31. října se kapitán Price s Garrickem přemístili do Petrohradu. Zde za pomoci Priceova spojence Nikolaje vysledovali prvního muže al-Qataly - Butchera, který zná cestu k Hadirovi. Na dvoře před budovou vypukne přestřelka a Butcher začne utíkat a po cestě vraždit civilisty. Na ulici během útěku Butchera srazí autem Nikolaj. Když Butcher není při výslechu ochoten spolupracovat, Nikolaj přiveze jeho ženu a syna, což ho donutí prozradit, že plyn je uložen v divadle Karetka a Hadir se chystá zabít Barkova. Butcher také prozradí, že cílem je vyprovokovat útokem v Rusku světovou válku mezi Ruskem a Západem.
1. listopadu dorazí Price a Garrick do Barkovova sídla v Moldavsku. Tou dobou je již okolí kontrolováno Al-Qatalou. Jakmile dopadnou Hadira, poví jim, že Barkov se poblíž nenachází a že našel lokaci Barkovovy továrny na biologické zbraně. Krátce po střetnutí začnou na sídlo útočit Rusové a Garrick, Price a Hadir utíkají do bezpečí. V bezpečí Garrick odzbrojí Hadira a Hadirje předán Rusku.
Price a Garrick se vrátí do Urzikstánu, kde přemluví Farah k tomu, aby zničila Barkovovu továrnu ve východní Gruzii, protože
když je odboj považován za teroristy a není formálně napojen na Západ, jejich akce válku nevyvolá. Celý tým zahájí útok na továrnu. U laboratoří se k týmu připojí Nikolaj s výbušninami. Farah a Alex zaútočí na místnost s pecí, kde následujeboj s obrněným juggernautem. Price je informuje, že Barkov míří k helipadu a snaží se utéct. Alex při postupu zjistí, že detonátor od výbušnin je nefunkční a výbušniny tedy nemohou být odpáleny dálkově. Alex se obětuje a s výbušninami vstupuje k pecím.
Mezitím Garrick a Price podminují potrubí vedoucí do továrny a vidí, že Barkov prchá helikoptérou pryč. Na palubě se marně dožaduje spojení s Moskvou. Na palubě se také nachází Farah, která nakonec Barkova zabíjí. Po usmrcení Barkova dává Farah povel k odpálení továrny, při níž umírá Alex. Farah se helikoptérou vrací do Urzikstánu.
Po incidentu se ruská vláda zřekla Barkova. Kapitán Price získal od generála Shepherda povolení pro vytvoření vlastní task force. Wolfovo místo hodlá zaujmout Victor Zakhaev, syn Imrana Zakhaeva. Z toho důvodu je Priceovi umožněno vytvoření vlastní jednotky "141". V té hodlá mít Garricka, přezdívaného "Gaz", odstřelovače demoliční čety Johna "Soap" MacTavishe a Simona "Ghost" Rileyho.
Následuje scéna, kde jsou ruská vojska masakrována nespecifikovanou armádou. V poslední scéně probíhá evakuace města, kterého se zmocnila mnohem silnější teroristická armáda. Situace si vyžádá spolupráci CIA a FSB, kterou zastupuje seržant Kamarov. CIA a FSB tak zahajují společnou operaci proti al-Qatale a jejímu novému vůdci.
Během hry probíhají také dvě retrospektivní mise z mládí Farah a Hadira.
V roce 1999 začala ruská invaze do Urzikstánu. Mladá Farah procitá pod troskami domů vedle své mrtvé matky. Záchranáři ji vytáhli a předali otci. Oba se vydají domů najít Hadira. Po cestě začne Rusko chemicky bombardovat město. Farah s otcem dorazí domů, kde najdou Hadira. Do domu záhy vtrhne ruský voják a jejich otce usmrtí. Když se voják snaží zabít Hadira, Farah ho zastřelí jeho vlastním samopalem. Oba se pak vydají na nezamořený okraj města, aby utekli z nebezpečné zóny. Když zastřelí další vojáky a nastupují do náklaďáku, zajme je generál Barkov.
V roce 2009 je Farah s Hadirem držena v ruském vězení. Během krátkého pobytu Hadir dá Farah klíč od zbrojnice. Vzápětí přichází Barkov a začne Farah mučit a vyslýchat. Během výslechu podniknou rebelové útok na ruské pozice, což donutí Barkova utéct. Společně s ním se podaří utéct i Farah s jejími přívrženkyněmi. Během útěku se do boje připojí jednotka kapitána Price. Tým postoupí do další budovy, kde Barkov vyráběl chemické zbraně a nařídil zbavit se důkazů, včetně svědků. Price s Farah zachrání Hadira z místnosti, kde měl být s ostatními vězni zplynován.

## Multiplayer
Ve hře Call Of Duty:Modern warfare 2019 je také hodně oblíbený multiplayer, tedy režim pro více hráčů. Multiplayer obsahuje mnoho herních režimů jako Team Deathmatch, Search And Destroy nebo Hardpoint. Kvůli dlouhému názvu hry vznikaly mezi hráči přezdívky a zkratky pro hru jako např.: COD, MW, DUTY, nebo DUT.